# Juan Zapatero y Navas
Juan Zapatero y Navas (Ceuta, 12 de julio de 1810-Madrid, 9 de mayo de 1881) fue un militar español, primer marqués de Santa Marina.

## Biografía
Nacido en una familia de tradición militar en la rama de artillería. Fue nombrado subteniente de Infantería sin antigüedad en 1815, llegó a Coronel de la misma arma en agosto de 1843, a Brigadier en junio de 1844, a mariscal de campo en febrero de 1851 y a teniente general en agosto de 1856.
En 1826 ingresó en la Guardia Real de Infantería, de la que salió al ejército en 1840. Entre 1833 y 1838 participó en la primera guerra carlista. Mandó el regimiento de Gerona desde su ascenso a coronel hasta que fue ascendido a mariscal de campo. Exceptuando las dos temporadas de 1852 a 1862 y de 1868 a 1875, desde 1852 desempeñó sucesivamente los destinos de segundo cabo de Aragón, ídem de Cataluña, Capitán General de Cataluña y de Andalucía; luego capitán general de Galicia, ídem de Aragón, consejero de Estado y director general de Carabineros; ídem de Administración Militar y comandante general del Cuerpo y Cuartel de Inválidos hasta el 9 de mayo de 1881 en que falleció. 
En 1857 ejerció el Gobierno civil de Barcelona. Fue senador del Reino entre 1863 y 1868 y nuevamente entre 1876 y 1881.